# Lee Ritenour

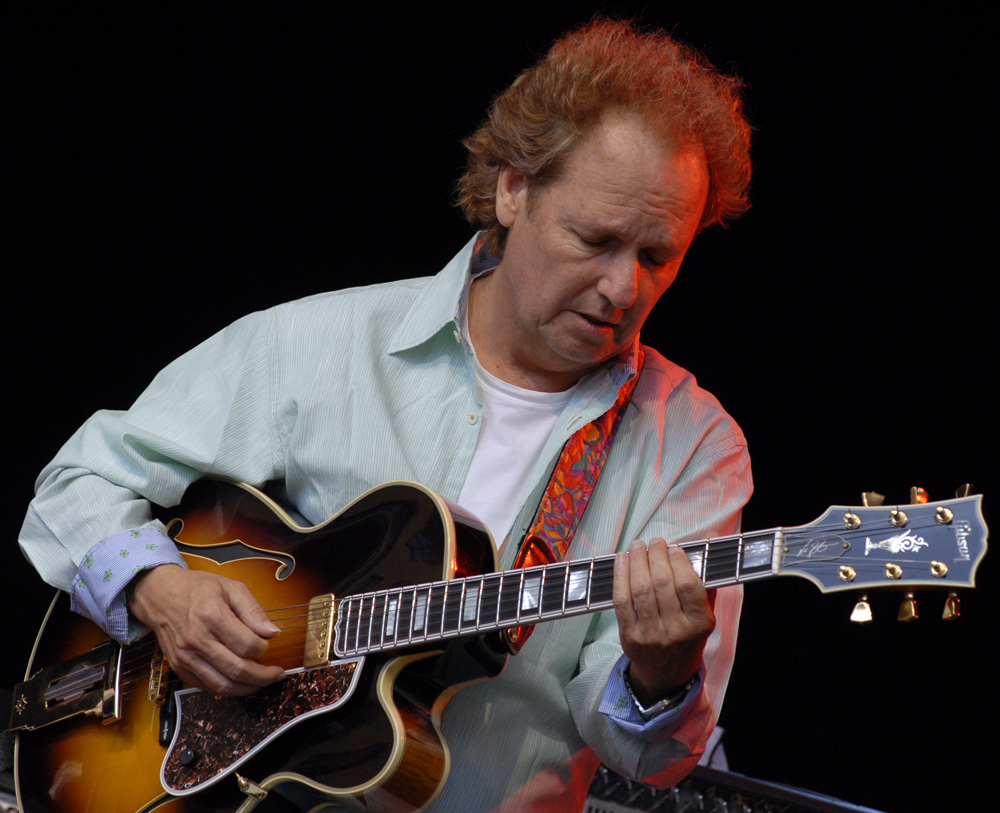
Ritenour no Festival de Jazz de Estocolmo em 2009, Suécia

Lee Mack Ritenour (Los Angeles, Califórnia, 11 de janeiro de 1952) é um músico norte-americano, compositor e guitarrista versátil principalmente de jazz fusion. Ele foi indicado 17 vezes ao Grammy e já tocou com músicos importantes como Larry Carlton e Marcus Miller.

## Carreira
Lee Ritenour já estudou guitarra com vários professores qualificados, entre eles o mestre da guitarra do jazz, Joe Pass. Desde os doze anos trabalha como músico profissional em grupos como Esquires, o Afro Blue Quintet, o trio de Craig Hundley e o famoso grupo de Sérgio Mendes, o Brasil 77. Aos 16 anos fez sua primeira sessão com o grupo The Mama's and the Papa's e dois anos mais tarde, ele colaborou em performances de Tony Bennett e Lena Horne no Dorothy Chandler em Los Angeles. Em 1973, Lee Ritenour formou um grupo com John Pisano, ex-guitarrista do Herb Alpert, e no ano seguinte com Dave Grusin, antigo pianista do citado grupo Brasil 77. Com Crusin, pianista veterano, compositor, produtor e cofundador da gravadora GRP iniciaram uma magnífica relação profissional compartilhando com ele a autoria de alguns discos como Harlequin.
Influenciado em seus anos de juventude pelos estilos relaxantes de Wes Montgomery, Joe Pass e Barney Kessel, ele conseguiu ter um estilo próprio e fluído. Seu álbum de estreia como líder foi em 1976 pela gravadora Epic, com o álbum First Course. Lee Ritenour tem desenvolvido diferentes estilos de jazz ao longo de sua carreira: seus flertes com a fusão do jazz com outros ritmos, principalmente brasileiros. Na verdade, muitos dos músicos que compartilham a discografia com ele são originalmente do Brasil. Em 1979, ele gravou para GRP, o disco Rio, o álbum mais importante da época, onde o jazz e bossa nova apertaram as mãos. Deste álbum, a música Rio Funk é conhecida no Brasil por ter sido tema de abertura do programa Telecurso 2º Grau, veiculado na Rede Globo entre 1986 e 1994.
Durante sua carreira, Ritenour foi indicado 17 vezes ao Grammy; ganhou vários discos de ouro, e inúmeras competições de guitarra. Seus discos, cerca de vinte, são gravados principalmente pela GRP, e seu maior sucesso veio em 1994 com o álbum Larry & Lee, um dueto com o amigo guitarrista Larry Carlton.

## Discografia
| Data | Título                         | Gravadora                     |
| ---- | ------------------------------ | ----------------------------- |
| 1976 | First Course                   | Epic #EK 46114                |
| 1977 | Gentle Thoughts                | JVC #VDJ-1001                 |
| 1977 | Captain Fingers                | Epic #PE 34426                |
| 1978 | Friendship                     | Jasrac #VDJ-1003              |
| 1978 | The Captain's Journey          | Elektra No. 6E-136            |
| 1979 | Rio                            | GRP Records #GRD-9524         |
| 1979 | Feel the Night                 | Discovery No. 71010           |
| 1980 | The Best of Lee Ritenour       | Epic #EK 36527                |
| 1981 | Rit                            | Discovery No. 71013           |
| 1982 | Rit 2                          | Discovery No. 71017           |
| 1983 | On The Line , com Dave Grusin  | GRP Records #GRD-9525         |
| 1984 | Banded Together                | Discovery No. 71018           |
| 1985 | Harlequin, com Dave Grusin     | GRP Records #GRD-9522         |
| 1986 | Earth Run                      | GRP Records #GRP-D-9538       |
| 1987 | Portrait                       | GRP Records #GRD-9553         |
| 1988 | Festival                       | GRP Records #GRD-9570         |
| 1989 | Color Rit                      | GRP Records #GRD-9594         |
| 1990 | Stolen Moments                 | GRP Records #GRD-9615         |
| 1991 | Joyride                        | Nova                          |
| 1993 | Wes Bound                      | GRP Records #GRD-9705         |
| 1995 | Larry & Lee, com Larry Carlton | GRP Records #GRD-9817         |
| 1997 | Alive In L.A.                  | GRP Records #GRD-9882         |
| 1997 | A Twist of Jobim               | I.E. Music No. 314 533 893-2  |
| 1998 | This Is Love                   | i.e. Music No. 314 557 290-2  |
| 1999 | Two Worlds                     | Decca No. 012 157 960-2       |
| 2001 | A Twist Of Marley              | GRP Records #UCCR-1003        |
| 2002 | Rit's House                    | GRP Records #VERF 01197-2     |
| 2003 | A Twist of Motown              | GRP Records #B0000115-02      |
| 2005 | Overtime                       | Peak Records #PKD-8531-2      |
| 2005 | World Of Brazil                | GRP Records #B0004926-02      |
| 2006 | Smoke N Mirrors                | Peak Records #PKD-30018-2     |
| 2008 | Amparo, com Dave Grusin        | Decca Records #UCCU-1192      |
| 2010 | 6 String Theory                | Concord Records #CRE-31911-02 |
| 2012 | Rhythm Sessions                | Concord Records #CRE-33709-02 |

### ComFourplay
| Data | Título             | Gravadora    |
| ---- | ------------------ | ------------ |
| 1991 | Fourplay           | Warner Bros. |
| 1993 | Between the Sheets | Warner Bros. |
| 1994 | Elixir             | Warner Bros. |